# Georges Wagemans
Georges Joseph Martin Guillaume Wagemans (ur. 8 listopada 1880 w Ixelles, zm. 3 stycznia 1966 w  Sint-Genesius-Rode) – belgijski łyżwiarz figurowy, startujący w parach sportowych z Gérardine Herbos. Uczestnik igrzysk olimpijskich (1920, gdzie zajęli 6. miejsce i 1924, gdzie zajęli 5. miejsce).

## Osiągnięcia
Z Gérardine Herbos
| Igrzyska olimpijskie | 6 | 5 |